# (14552) 1997 UX20
1997 يو أكس 20 (ويعرف أيضًا باسم (14552) 1997 يو أكس 20 وفق تسمية الكوكب الصغير) (بالإنجليزية: 1997 UX20)‏ هو كويكب ضمن حزام الكويكبات؛ وترتيبه 14552 من حيث الاكتشاف.
اكتُشف هذا الجُرم الفلكي بواسطة برنامج شميدت للكويكبات في بكين في 24 أكتوبر 1997.

## وصلات خارجية
- (14552) 1997 UX20 في قاعدة بيانات مختبر الدفع النفاث لأجرام النظام الشمسي الصغيرة

- الاكتشاف · مخطط المدار ·  العناصر المدارية · المعلمات المادية

- (14552) 1997 UX20 على موقع ويكي سكاي: DSS2, SDSS, GALEX, IRAS, Hydrogen α, X-Ray, Astrophoto, Sky Map, Articles and images